# アッカンベー橋
「アッカンベー橋」（アッカンベーばし）は、日本の女性アイドルグループAKB48の派生ユニット・渡り廊下走り隊の楽曲。楽曲は秋元康により作詞、藤本貴則により作曲されている。2010年3月17日にユニットの4作目のシングルとしてポニーキャニオンから発売された。本項では「アッカンベー橋」のミュージック・ビデオを収録したシングルDVDについても記述する。
渡り廊下走り隊は多田愛佳、仲川遥香、平嶋夏海、渡辺麻友の4人で活動していたが、2010年3月、ユニットに菊地あやかが加入し5人体制となった。本楽曲は5人体制になってから初のシングル曲である。
楽曲タイトルをローマ字で表記して頭文字をとり、橋を数字にして逆さまにすると「AKB48」となる。
楽曲のシングルCDは3種の初回限定盤（それぞれA、B、Cと区別されている）、通常盤、おためし盤の計5種類がリリースされた。初回限定盤AおよびBにはそれぞれ収録内容の異なるDVDが付属しており、初回限定盤Cにはユニットメンバーの写真を掲載したフォトブックレットが付属している。CDの収録曲は初回限定盤、通常盤、おためし盤で異なっており、3種の初回限定盤の収録曲は同一である。CDのジャケットは5種類すべて異なるデザインとなっている。特典として、おためし盤を除く4種に「握手会イベント参加券」「プレミアムイベント応募参加券」「オリジナルトレーディングカード」が封入されている（プレミアムイベント応募参加券はA、B、C、Dの4種があり、それぞれ初回限定盤A、同B、同C、通常盤に封入されている。この4種すべてとシングルDVDの応募専用ハガキを集めてイベントに応募し、抽選で当選するとプレミアムイベントに参加できる。オリジナルトレーディングカードはタイプごとにそれぞれ異なる3種があり、そのうちランダムで1種が封入されている）。振付は西田一生（西田プロジェクト）が担当。
キャッチコピーは、「私のアッカンベー、受け取ってください♡」。
初回限定盤に収録されているカップリング3曲目の「やさしくさせて」は、渡辺麻友のソロ楽曲である。

## チャート成績
発売前日の2010年3月16日付オリコンデイリーシングルチャートにてグループ初の1位を記録した。
さらに3月29日付オリコンウィークリーチャートでも1位を記録。既存グループからの派生ユニットによる週間1位は、タンポポの「王子様と雪の夜」（2001年11月21日発売、モーニング娘。から派生）以来8年4ヶ月ぶり。

## シングル収録トラック

### 初回限定盤A
| #  | タイトル                            | 作詞   | 作曲           | 編曲       |
| -- | ----------------------------------- | ------ | -------------- | ---------- |
| 1. | 「アッカンベー橋」                  | 秋元康 | 藤本貴則       | 安部潤     |
| 2. | 「若気のイタリアン」                | 秋元康 | フジノタカフミ | 井上慎二郎 |
| 3. | 「やさしくさせて」(渡辺麻友)        | 秋元康 | ムラマツテツヤ | 安部潤     |
| 4. | 「アッカンベー橋 (Instrumental)」   |        |                |            |
| 5. | 「若気のイタリアン (Instrumental)」 |        |                |            |
| 6. | 「やさしくさせて (Instrumental)」   |        |                |            |

| #  | タイトル                                                 | 作詞 | 作曲・編曲 |
| -- | -------------------------------------------------------- | ---- | ---------- |
| 1. | 「渡り廊下走り隊 リアルドキュメント2010 〜揺れる思い〜」 |      |            |

### 初回限定盤B
| #  | タイトル                            | 作詞   | 作曲           | 編曲       |
| -- | ----------------------------------- | ------ | -------------- | ---------- |
| 1. | 「アッカンベー橋」                  | 秋元康 | 藤本貴則       | 安部潤     |
| 2. | 「若気のイタリアン」                | 秋元康 | フジノタカフミ | 井上慎二郎 |
| 3. | 「やさしくさせて」(渡辺麻友)        | 秋元康 | ムラマツテツヤ | 安部潤     |
| 4. | 「アッカンベー橋 (Instrumental)」   |        |                |            |
| 5. | 「若気のイタリアン (Instrumental)」 |        |                |            |
| 6. | 「やさしくさせて (Instrumental)」   |        |                |            |

| #  | タイトル                                                                               | 作詞 | 作曲・編曲 |
| -- | -------------------------------------------------------------------------------------- | ---- | ---------- |
| 1. | 「渡り廊下走り隊 新メンバー・菊地あやか、初のロングインタビュー 〜今までとこれから〜」 |      |            |

### 初回限定盤C
| #  | タイトル                            | 作詞   | 作曲           | 編曲       |
| -- | ----------------------------------- | ------ | -------------- | ---------- |
| 1. | 「アッカンベー橋」                  | 秋元康 | 藤本貴則       | 安部潤     |
| 2. | 「若気のイタリアン」                | 秋元康 | フジノタカフミ | 井上慎二郎 |
| 3. | 「やさしくさせて」(渡辺麻友)        | 秋元康 | ムラマツテツヤ | 安部潤     |
| 4. | 「アッカンベー橋 (Instrumental)」   |        |                |            |
| 5. | 「若気のイタリアン (Instrumental)」 |        |                |            |
| 6. | 「やさしくさせて (Instrumental)」   |        |                |            |

### 通常盤
| #  | タイトル                            | 作詞   | 作曲           | 編曲       |
| -- | ----------------------------------- | ------ | -------------- | ---------- |
| 1. | 「アッカンベー橋」                  | 秋元康 | 藤本貴則       | 安部潤     |
| 2. | 「若気のイタリアン」                | 秋元康 | フジノタカフミ | 井上慎二郎 |
| 3. | 「アッカンベー橋 (Instrumental)」   |        |                |            |
| 4. | 「若気のイタリアン (Instrumental)」 |        |                |            |

### おためし盤
| #  | タイトル                                                                                           | 作詞   | 作曲     | 編曲   |
| -- | -------------------------------------------------------------------------------------------------- | ------ | -------- | ------ |
| 1. | 「アッカンベー橋」                                                                                 | 秋元康 | 藤本貴則 | 安部潤 |
| 2. | 「アッカンベー橋 (Instrumental)」                                                                  |        |          |        |
| 3. | 「渡り廊下走り隊シングルダイジェストメドレー（「初恋ダッシュ」+「やる気花火」+「完璧ぐ〜のね」）」 |        |          |        |

## アッカンベー橋（シングルDVD）
2010年3月17日発売の渡り廊下走り隊の4作目のシングルDVD。
特典としてオリジナルトレーディングカード（全3種のうちランダムで1種。シングルCDのカードとは異なる）が封入されている。初回生産分にはこれに加えプレミアムイベント参加応募専用ハガキが封入されている。

### 収録トラック
| #  | タイトル                                         | 作詞 | 作曲・編曲 |
| -- | ------------------------------------------------ | ---- | ---------- |
| 1. | 「アッカンベー橋（Music Video）」                |      |            |
| 2. | 「アッカンベー橋（Dance Shot Version）」         |      |            |
| 3. | 「アッカンベー橋（振り付け集中講座）」           |      |            |
| 4. | 「アッカンベー橋（スピンオフムービー）」         |      |            |
| 5. | 「アッカンベー橋（Music Video メイキング映像）」 |      |            |